# Phan Cư Chánh
Phan Cư Chánh (hay Cư Chính, thường được gọi là Phan Chánh, 1814 – 1885?), sau đổi là Phan Trung, tự: Tử Đan, hiệu: Bút Phong; là quan triều Nguyễn trong lịch sử Việt Nam.

## Tiểu sử
Phan Cư Chánh sinh năm Giáp Tuất (1814) ở thôn Tiến Lộc, huyện An Phước, đạo Ninh Thuận (nay thuộc tỉnh Ninh Thuận). Tổ bốn đời của ông là người Phúc Kiến (Trung Quốc) di cư sang Việt Nam, rồi định cư tại nơi ấy.
Thiệu Trị năm đầu (1841), Phan Cư Chánh thi đỗ cử nhân, được bổ làm tri huyện Tân Thạnh (thuộc Gia Định). Sau, vì xảy ra việc tranh tụng, ông phải bị cách chức.
Tự Đức năm thứ 14 (1861), tháng 2, quân Pháp đánh hạ đại đồn Chí Hòa, Lúc bấy giờ Phan Cư Chánh đã mộ được hơn nghìn nghĩa quân, liền mang hết vào Nam để cùng với Phó lãnh binh Trương Định tổ chức kháng chiến. Vì vậy, ông được triều Nguyễn cho khôi phục quan tịch, sau thăng làm Thị giảng học sĩ.
Tuy nhiên, trước vũ khí mạnh của đối phương, ít lâu sau, Trương Định phải dẫn quân lui về Gò Công; còn Phan Cư Chánh cũng phải cho quân rút về Giao Loan lập chiến khu.
Tháng 6 năm 1862, triều đình Huế ký kết Hòa ước Nhâm Tuất với Pháp. Sau đó, ông nhận lệnh trở về kinh (Huế) làm Thị độc học sĩ, sung chức Khánh Hòa Điền nông sứ để lo việc khẩn hoang.
Ở Khánh Hòa, ông cùng với Bình Thuận Doanh điền sứ Nguyễn Văn Phương, đốc suất người dân đào "một con kênh có tên là Đồng Mới, dài 1.023 trượng, làm cho hơn hai nghìn mẫu ruộng đất có nước cày cấy, dân được tiện lợi".
Ngoài ra, ông còn tìm mọi cách để giúp đỡ những sĩ phu và người dân ở Nam Kỳ, đã đi ra đấy "tị địa" .
Năm 1873, vua Tự Đức xuống dụ hỏi ông về khoản "tiến cử những người miền Nam có tài đức để dùng". Ông liền làm bản tâu tiến cử 6 người đó là: Phan Tiến, Trà Quý Bình, Đoàn Tiến Thiện, Nguyễn Trạch và Phan Liêm .
Năm 1879, gặp tiết Hoàng Thái hậu (Từ Dũ) thất tuần đại khánh, Phan Cư Chánh được chọn về triều dự lễ. Nghe tiếng ông, vua Tự Đức cho mời vào điện riêng hỏi han nhiều việc, được vua khen là người có trung nghĩa và khẳng khái. Sau đó, ông được thăng Thị lang bộ Hộ, nhưng vẫn sung làm Khánh Hòa Điền nông sứ như cũ.
Năm 1883, ông được triệu về làm quan ở kinh (Huế). Đầu năm Kiến Phúc (1884), vì tuổi già, Phan Cư Chánh xin về nghỉ rồi mất ở tuổi 71 .
Ông là người giao thiệp rộng, có nhiều bạn thân, trong số đó có Nguyễn Thông, Trương Gia Hội, Phan Liêm,....

## Thơ Phan Cư Chánh
Sinh thời, Phan Cư Chánh có làm thơ, nhưng không rõ có bao nhiêu tác phẩm. Trong sách Đại Nam chính biên liệt truyện (Chính biên, Quyển 35) khi chép truyện về ông, có giới thiệu một bài thơ của ông như sau:
...Khi tiễn chân (Phan) Trung, nhà thơ có tiếng đương thời như Hiệp biện Bùi An Liên (tức Bùi Văn Dị) cũng có thơ tặng, và (Phan) Trung đã họa rằng:
| Phiên âm Hán-Việt: Xuất túc Hương Giang dịch lộ hoành, Ngũ canh phong vũ mộng tần kinh. Quốc ân trù điệp, sinh hà bổ? Thế lộ khi khu, hận vị bình. Lãng thủy duy châu yêu nguyệt ẩm, Tùng phong quải kiếm ngẫu vân canh, Nghị hòa miếu toán vô di sách, Hội kiến Hoàng Hà vạn lý thanh. | Dịch nghĩa: Ra nghỉ đêm ở nhà trạm bên sông Hương Mưa gió suốt năm canh làm giấc mộng nhiều lần kinh động. Ơn nước chồng chất, sống lấy gì báo đáp? Đường đời gập gềnh, hận chưa lấp bằng được. Buộc thuyền nơi sông nước, mời uống rượu dưới trăng, Treo gươm ở rừng thông, tình cờ cày trong mây Về việc nghị hòa, sách lược triều đình tính không sai sót, Sẽ thấy Hoàng Hà dài vạn dặm nước đục lại trong. |

Sau, nhà chí sĩ Huỳnh Thúc Kháng đã cho đăng bài thơ này trong báo Tiếng Dân, số 684, ra ngày 21 tháng 4 năm 1934.

## Trong Châu bản triều Nguyễn
Trích dịch một đoạn hỏi đáp giữa vua Tự Đức và Phan Cư Chánh trong lần gặp gỡ năm 1879.
-Hỏi: Tuổi tác (Phan Trung) bao nhiêu? Lâu ngày trẫm không gặp, nay đã già nhưng còn khỏe hay đã yếu rồi?
-Trả lời: Thần năm Canh Tuất này là 66 tuổi, vốn có bệnh, nên đã suy yếu.
Hỏi: Nay ở Khánh Hòa, (khanh) còn làm việc gì nữa hay chỉ chuyên việc ruộng nương thôi?
-Trả lời: Thần chỉ chuyên việc nông tang, duy có những người Nam Kỳ thị địa theo, thần cũng lưu tâm ủy lạo họ.
-Hỏi: Nay tại Khánh Hòa tình hình thế nào, những người Nam Kỳ theo đến đó nhiều hay ít, họ làm gì?
-Trả lời: Hiện người Nam Kỳ trú tại Khánh Hòa và Bình Thuận hơn 170 người, còn thì phân tán đông tây tứ cố, thần không rõ hết được. Số theo thần là 200 người, hiện đang cày cấy.
-Hỏi: Khi nhà nước hữu sự, (khanh) từng theo Trương Định, chí đó đáng khen, trẫm hằng nhớ đến. Nay tuổi già, đã nguội lạnh tấm lòng đó chưa?
-Trả lời: Thần tuy làm ruộng nhưng lòng đâu dám nguội lạnh. Những người Nam Kỳ tị địa đến đây cũng đều một lòng nhớ cựu triều.
-Hỏi: Lúc trẻ (khanh) học với Phan Thanh Giản phải không? Chí hướng hai người vốn có khác nhau phải không?
-Trả lời: Thần có học với Phan Thanh Giản, nhưng đối với tình thế lúc bấy giờ, thần trộm nghĩ làm như Trương Định mới đúng, nên thần theo Trương Định...

## Sách tham khảo
- Quốc sử quán triều Nguyễn (Cao Xuân Dục làm Tổng tài), Đại Nam chính biên liệt truyện (bản dịch, mục Lê Văn Phú). Nhà xuất bản Văn học, Hà Nội, 2004.
- Nguyễn Q. Thắng – Nguyễn Bá Thế, Từ điển nhân vật lịch sử Việt Nam. Nhà xuất bản Khoa học xã hội, Hà Nội, 1992.
- Nguyễn Thị Thanh Nhàn-Nguyễn Khuê-Trần Khuê, Sài Gòn - Gia Định qua thơ văn xưa. Nhà xuất bản Thành phố Hồ Chí Minh, 1987.